# (74382) 1998 XZ15
(74382) 1998 XZ15 – planetoida z pasa głównego asteroid okrążająca Słońce w ciągu 4,4 lat w średniej odległości 2,69 j.a. Odkryta 14 grudnia 1998 roku.